# شرشک‌سولوش
شرشک‌سولوش (به مجاری:  Sérsekszőlős) یک منطقهٔ مسکونی در مجارستان است که در ناحیه تاب واقع شده‌است. شرشک‌سولوش ۶٫۶۵ کیلومتر مربع مساحت و ۱۳۹ نفر جمعیت دارد.